# 奠祭

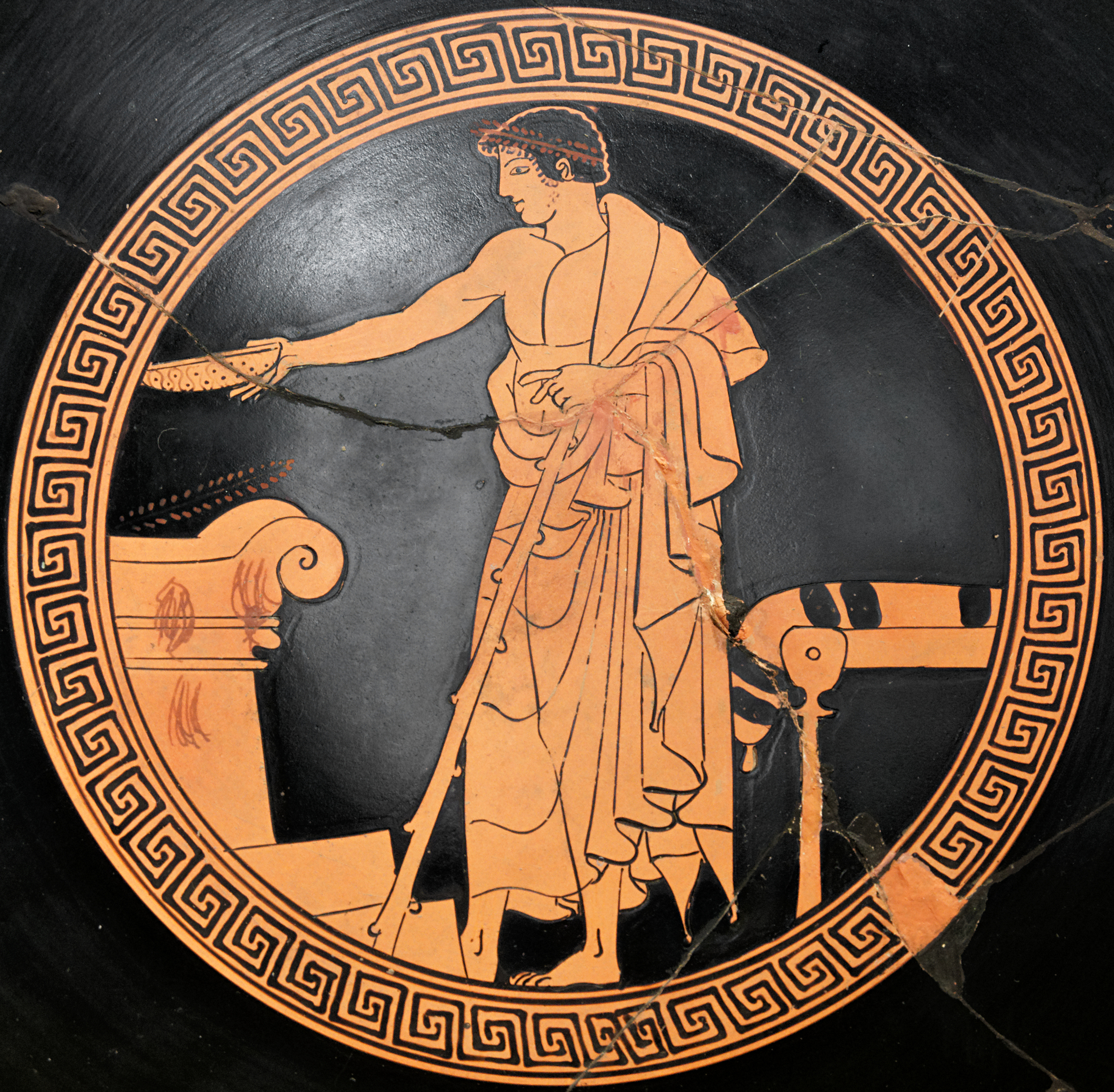
古希腊奠祭场景，卢浮宫

奠祭是一种通过撒酒向神献祭的仪式，许多宗教都有此种仪式。
中國古代有酹（ㄌㄟˋ）、奠酹、薦酹等儀式，在祭祀後以酒灑地。
在犹太教中：
“雅各便在神与他说话的地方立了一根石柱，在柱上浇了奠祭，并且浇上油”
以赛亚使用奠祭作为隐喻，描述“受苦的仆人”的结局：“将命倾倒，以致于死” 。基督徒将耶稣基督视为这个预言的应验。
有多种液体用于奠祭，最常见的是酒或橄榄油，在印度使用酥油。仪式中所使用的器皿，包括patera。奠祭通常是浇在地上。
在古希腊，奠祭是一种献祭的类型，倾倒在祭坛上，各种有营养的或珍贵的液体，例如香水、酒、蜂蜜、牛奶、油和果汁。 
后来献祭的对象包括天神缪斯、伊俄、维纳斯以及祖先的灵魂。
古希腊文献经常提到奠祭。欧里庇得斯描述失败的可怕后果，奠祭中包括某些神祇，如许多希腊悲剧的共同主题，酒神的女伴（The Bacchae）。在奥德赛中提到，由大麦、酒、蜂蜜和水组成的奠祭用于召唤哈底斯。 
在神道教中，奠祭称为“神酒”。在神道教寺庙的仪式中，通常使用清酒，而在家庙中，可能用每天早晨更换的清水代替。仪式可以使用白色瓷器或者没有装饰的金属杯。
在古巴，一个普遍的风俗是从酒杯中洒出一两滴兰姆酒，并且说“para los santos”（为了圣徒）。